# 山本由貴
山本 由貴（やまもと ゆき、1989年2月21日 - ）は、日本の俳優、モデル、ナレーター。福岡県八女市出身。身長160cm。

## 来歴・人物
2002年より福岡県のモデル事務所アンズモデルエージェンシーに所属しモデル・タレントとして活動を始める。2006年〜2007年12月までファンタスタープロモーションと業務提携をして活動。
2006年の「FLASH」（光文社）が主催するミスFLASHで審査員特別賞を受賞。各雑誌グラビアで活動していたがミスFLASHの活動期間終了とともにグラビアを離れる。
その後は福岡の情報バラエティ番組等でリポーターとして活動する。アンズモデルエージェンシーを2014年3月に退所し、2014年4月に独立。現在はフリーランスとして演技・モデル・ナレーションなど多岐に渡る活動を行っている。
本籍地の八女市星野村では伝統本玉露の他、2014年から本格的な無農薬の棚田米を育成するなど、活動の幅を広げている。2015年12月より、八女市茶のくに親善大使に任命された。
特技は書道とバスケットボール。

## 出演

### テレビ番組
- BE SHARP!ふくおか情熱王（2005年4月 - 、NHK福岡放送局）
- 今夜も万事快調!（2009年4月10日 - 、テレビ西日本）
- ももち浜ストア（2011年4月 - 、テレビ西日本）
- ももち浜DXストア（テレビ西日本）
- GeeBee（テレビ西日本）
- のびのび！カマンベーロ（2011年4月 - 、TVQ九州放送）
- 美の鼓動・九州（2015年 - 、テレビ西日本）ナレーション
- 山里亮太の福岡いじり（2018年、KBC）
- 日曜THEリアル!（2020年3月15日、フジテレビ）、再現VTR - 高山美咲 役
- 洗顔専科パーフェクトホイップまっさらすっぴんトーク（2020年6月21日、テレQ）- 山本由貴 役

### CM
- NTTドコモ九州（2003年8月）
- キャナルシティ博多（2003年10月）
- フジシン（2005年5月）
- 京都山新（2005年6月）
- 兒玉総合法律事務所（2010年5月、2012年4月）
- ベツダイ（2012年）
- トヨタ ネッツ熊本（2015年4月）
- 広島銀行（2015年）
- リヴィエールマンション（2016年）
- アルカディア（2017年）
- 久原あごだし入り白だし（2017年）
- JR九州（2018年）
- 明治THE GREEK YOGURT（2018年）
- スナックミー（2019年）
- HONDA N-BOX
- コラボハウス

### 舞台
- SOME GAP SOUL（2016年2月）
- あり〼（2016年8月）
- 双面の王（2017年6月 福岡公演、2017年12月 韓国公演）
- ザ・ゾンビーズ・ライジング ITR Mixing ver.（2018年1月）
- OPUS（2018年6月）
- 博多座×コンドルズ FLY AGAIN（2018年8月）
- HANARO project vol.5（2018年10月 韓国公演、2018年11月 福岡公演）
- 谷間の姫百合（2018年11月）
- マンシューまで15分（2018年12月）
- めんたいぴりり未来永劫編〜博多座版、明治座版（2019年4月 博多座公演、2019年9月 明治座公演）
- OPUS（2019年7月）
- 博多座×コンドルズ We Are The Champions（2019年12月）
- 友達ファミリー（2019年12月）
- OPUS（2020年3月※無観客公演）

### 映画
- 福岡（2018年、チャン・リュル監督） - 由貴 役
- 繕い合う・こと（2021年、長屋和彰監督） - 霞亜希 役[1]
- 中洲のこども（2023年、辻仁成監督） - 加藤あかね 役[2]

### その他映像作品
- めんたいぴりり（2013年8月、テレビ西日本）- 斉藤ゆかり 役
- au とにかく遅い梅宮 結婚の挨拶編（2015年）- 娘 役
- 千姫の祈り 姫路文学館内VP（2016年）- 千姫 役
- がんばれ伊東ちゃん！夏編（2016年）
- AKAW coffee bottle（2016年）
- 人形の田中（2016年）- 桃 役
- お伝さん〜久留米かすり物語〜（2017年3月）- ゆきこ 役
- 筑後七国（2017年）
- あなたがここにいるだけで〜むなかた三姉妹物語（2017年10月、RKB毎日放送）- 次女 多希 役
- 阿智家族PRムービー（2017年）
- 愛の架け橋 関門ウエディング（2018年）
- JINS CLASSIC（2018年）
- Oya,Stone City（2019年）
- NEC（2019年）
- JR或る列車（2019年）
- 福岡銀行 投信のパレット（2020年）
- 門司港ららばい（2020年）- 唯 役

### グラフィック
- by RYOJI OBATA 2018S/S collection（2018年）
- evam eva 2018S/S collection（2018年）
- JINS SCREEN（2019年）
- FUJITO（2019年）
- 儀右ヱ門（2019年）

### 雑誌
- FLASH（2006年ミスFLASH・審査員特別賞）
- 週刊実話
- 新撰組DX
- ナックルズEX
- スコラ
- ラブ・ポット
- ザ・ベストMAGAZINE
- e*onna

## 作品

### DVD
- 1st「ふたりきり」（2006年10月27日[3]、リバプール）